# 阿比留隆彦
阿比留 隆彦（あびる たかひこ、1980年 - ）は、日本の男性アニメーター、キャラクターデザイナー、漫画家。2021年現在、スタジオカフカに所属している。

## 略歴・人物
武蔵野美術大学にて日本画を学び、2004年に動画工房に動画マンとして所属した。2006年にはマッドハウスに所属し、『時をかける少女』および『パプリカ』の動画検査を担当。2007年には『DEATH NOTE』にて初めて原画を手がけた。2010年には『逆境無頼カイジ 破戒録篇』で初めて作画監督を務め、2011年から3年間にわたり『HUNTER×HUNTER』にて作画監督を担当した。2019年には『ヴィンランド・サガ』にて初めてキャラクターデザインおよび総作画監督を務めた。
阿比留によれば、幼少期は特別アニメが好きだったわけではなく、周囲と同様に『ドラゴンボール』などを視聴していたが、特別な思い入れはなかったという。ただし、幼稚園の頃から絵を描くことが好きであり、それが武蔵野美術大学進学の動機となった。阿比留によると、小さい頃から図書館で美術全集を見ることが好きで、ゴッホやゴーギャンといった画家の作品に触れる中で、日本画に特に惹かれるようになったと語っている。大学では日本画学科に所属し、花鳥風月などの古典的な日本画を好んでいたという。
作画マンとして必要なスキルについて、阿比留は「デッサン力」「仕事のスピード」「センス」の三点を挙げている。画力については日々の積み重ねによって向上するものであり、ひたむきに描き続けることが重要だと述べている。スピードは意識の問題であり、センスについてはファッション、映画、音楽など、生活の中で多様な文化に触れることが重要だと指摘している。若者が聴く音楽も積極的に取り入れ、インスタグラムも仕事の一環として活用しているという。阿比留によれば、センスを磨くことはアニメーターとして不可欠な要素である。

## 作品リスト

### テレビアニメ
2004年
- 遙かなる時空の中で-八葉抄-（動画）
- 流星戦隊ムスメット（動画）
- サムライチャンプルー（動画）
- かいけつゾロリ（2004年 - 2005年、動画）
- 焼きたて!!ジャぱん（2004年 - 2005年、動画）

2005年
- 交響詩篇エウレカセブン（2005年 - 2006年、動画）
- まじめにふまじめ かいけつゾロリ（2005年 - 2006年、動画）
- おでんくん（動画）

2007年
- DEATH NOTE（原画）
- 電脳コイル（原画・動画）
- Devil May Cry（原画・第二原画）
- 逆境無頼カイジ（第二原画）
- メイプルストーリー（2007年 - 2008年、原画）

2009年
- RIDEBACK（原画・OP原画・第二原画）
- はじめの一歩 New Challenger（第二原画）
- 青い文学シリーズ（原画）

2011年
- 逆境無頼カイジ 破戒録篇（OP小物設定・作画監督・原画・OP原画）
- HUNTER×HUNTER（2011年 - 2013年、サブキャラクターデザイン・作画監督・原画・OPED原画）

2012年
- 夏雪ランデブー（原画）

2015年
- うしおととら（作画監督・原画・OP原画）

2016年
- DAYS（作画監督）

2017年
- アイドル事変（作画監督・原画）
- 魔法使いの嫁（作画監督・原画・OP原画）
- いぬやしき（作画監督）

2019年
- ヴィンランド・サガ（キャラクターデザイン・総作画監督・作画監督・OP作画監督・原画）

2020年
- ゴールデンカムイ（第3期、原画）

2021年
- Takt op.Destiny（作画監督）

2023年
- TRIGUN STAMPEDE（キャラクターデザイン）
- ヴィンランド・サガ SEASON2（キャラクターデザイン・総作画監督・OPED作画監督・原画・OP原画）
- 魔法使いの嫁 SEASON2（作画監督・原画・OPED原画・ED動画）

### 劇場アニメ
2006年
- 時をかける少女（動画検査）
- パプリカ（動画検査）
- ゲド戦記（動画）

2007年
- Highlander: The Search for Vengeance（ANIMATION CHECKERS）

2010年
- TRIGUN Badlands Rumble（第二原画）
- REDLINE（第2原画）

2012年
- チベット犬物語 〜金色のドージェ〜（第二原画）

2013年
- 劇場版 HUNTER×HUNTER 緋色の幻影（第二原画）

2017年
- ずんだホライずん（指導原画）

### Webアニメ
- 打首獄門同好会「サクガサク」ミュージックビデオ（2020年、原画）

### OVA
- Memories Off ＃5 とぎれたフィルム THE ANIMATION（2006年、動画検査・動画）
- 茄子 スーツケースの渡り鳥（2007年、動画検査）
- チーズスイートホーム（2010年、原画）
- BLACK LAGOON Roberta's Blood Trail（2010年 - 2011年、原画・第二原画）
- アイアンマン:ライズ・オブ・テクノヴォア（2012年、第二原画）
- 魔法使いの嫁 西の少年と青嵐の騎士（2021年、原画）

### 漫画作品
- 碧きしん（『青騎士』2024年4月19日[6] - ）